# Kyyrönniemi
Kyyrönniemi är en ö i Finland. Den ligger i Vuoksen och i kommunen Imatra i den ekonomiska regionen  Imatra ekonomiska region  och landskapet Södra Karelen, i den södra delen av landet, 230 km nordost om huvudstaden Helsingfors. Öns area är 2,5 hektar och dess största längd är 380 meter i nord-sydlig riktning.